# Townsville
Townsville est une ville de la côte nord-est de l'Australie, située dans l'État du Queensland. C'est la plus importante ville du Queensland septentrional, et sa capitale officieuse. En 2012, elle était peuplée de 184 768 habitants. Elle est administrée au sein de la ville de Townsville.
La région de Townsville est parfois appelée « Twin Cities » (les villes jumelles), car la zone inclut les villes de Townsville (sur la côte et la partie sud de la région) et Thuringowa (à l'intérieur des terres et la partie nord de la région). Depuis 2008, Thuringowa est également administrée par la Ville de Townsville.
Les principales attractions de la ville sont The Strand (en), une longue plage tropicale, Riverway, un parc d'attraction, Reef HQ, le plus grand aquarium de corail au monde, le Museum of Tropical Queensland (en) et l'île voisine Magnetic Island, en grande partie classée parc national.

## Histoire

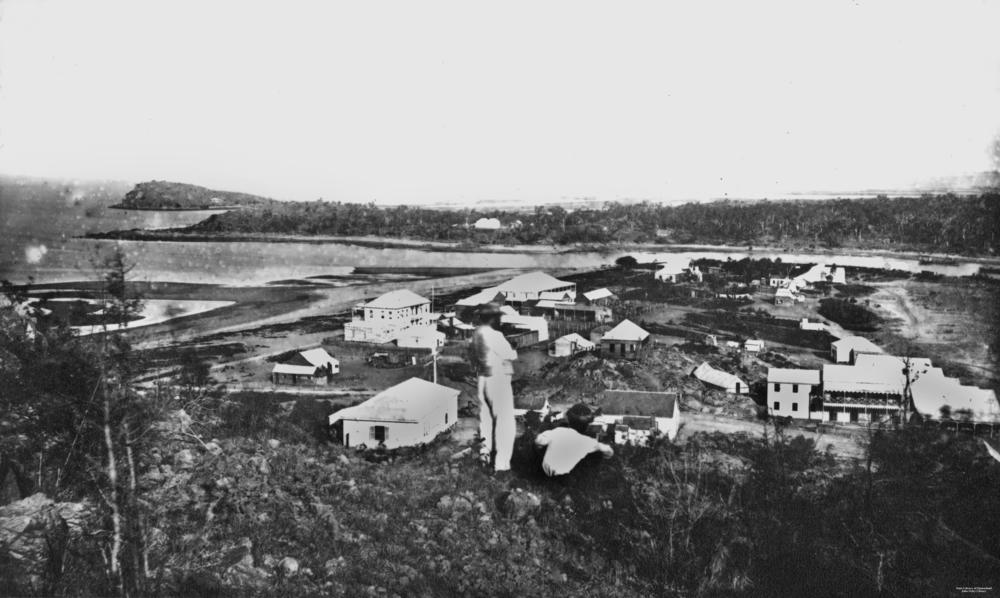
Townsville vers 1870.

La zone de Townsville est peuplée avant l'arrivée des Européens de groupes indigènes divers, comme les Wulgurukaba, les Bindal, les Girrugubba, les Warakamai et les Nawagi. En 1770, James Cook navigue dans la région lors de son premier voyage en Australie mais n'y aborde pas. Les premiers Européens à avoir documenté leur présence sur l'actuel territoire de Townsville sont le capitaine Phillip Parker King et le botaniste Alain Cunningham (en), en 1819.
Townsville est le lieu du naufrage de James Morrill en 1846.
Au début des années 1860, l'entrepreneur et homme d'affaires Robert Towns (en) cherche à créer un port au nord du Burdekin, principal fleuve du Queensland, afin de contribuer au développement des exportations de bétail. Son employé John Melton Black envoie des hommes explorer la côte nord-est. Ils atteignent Ross Creek (en) en avril 1864 et y établissent un campement. Dès novembre, les premiers colons s'installent. En 1866, Robert Towns visite l'établissement et accepte de financer son développement. Elle est alors nommée Townsville en son honneur. C'est également cette année-là que Townsville est déclarée municipalité.

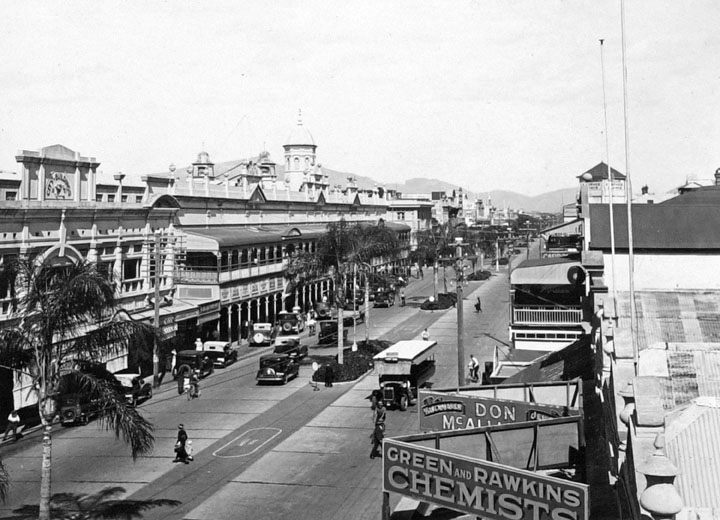
Flinders Street en 1935.

La ville devient rapidement le port majeur de la région. Elle profite du développement de centres miniers comme Charters Towers ou Ravenswood (en) mais aussi de ceux de l'élevage local et de l'industrie sucrière. Sa population atteint 13 000 habitants en 1891. La ville est déclarée « city » en 1902.
Au cours de la Seconde Guerre mondiale, Townsville est une base importante pour les troupes américaines et australiennes dans le cadre de la Guerre du Pacifique. La ville subit un bombardement japonais en juillet 1942, sans conséquences majeures. En 1970, l'université locale devient l'Université James-Cook. C'est la plus grande ville tropicale d'Australie et elle est considérée comme la capitale officieuse du nord du Queensland, rayonnant sur un vaste secteur environnant.

## Économie
- Townsville est située dans la section centrale de la Grande Barrière de corail, mais comme la barrière est à 50 kilomètres du littoral, les possibilités de développement touristique sont limitées. C'est la ville de Cairns, plus au nord, plus proche de la barrière, qui reçoit la plus grande partie des touristes.
- Si le tourisme a commencé dernièrement à aider l'expansion de la ville, Townsville continue d'être un important port industriel pour exporter les minéraux de Mont Isa et de Cloncurry, les bovins et la laine provenant des plaines occidentales, le sucre et le bois des régions côtières.
- La ville a aussi ses propres industries. Townsville est la seule ville à raffiner trois métaux bruts : le nickel, le zinc et le cuivre.
  - Le nickel est importé d'Indonésie, des Philippines et de Nouvelle-Calédonie et est traité à la raffinerie « Yabulu Nickel », à 30 kilomètres au nord du port.
  - Le minerai de zinc est transporté par rail depuis la mine « Carrington », au sud de Cloncurry, pour être fondu au sud de Townsville à la raffinerie « Sun Metals », propriété de « Korea Zinc ».
  - Le cuivre brut de la fonderie de « Mont Isa » est également acheminé par rail à Townsville pour un raffinage supplémentaire à la raffinerie de cuivre de Stuart.

Le taux de chômage dans la ville s'élève à 7,5 % en 2019.
Le conglomérat indien Adani prévoit d’édifier Carmichael, la plus grande mine de charbon de la planète : près de 447 kilomètres carrés, c’est-à-dire quatre fois la superficie de Paris. Malgré les doutes du Trésor du Queensland quant à la viabilité financière du projet, le gouvernement de Campbell Newman puis celui de Annastacia Palaszczuk ont apporté leur soutien au conglomérat.

## Transports

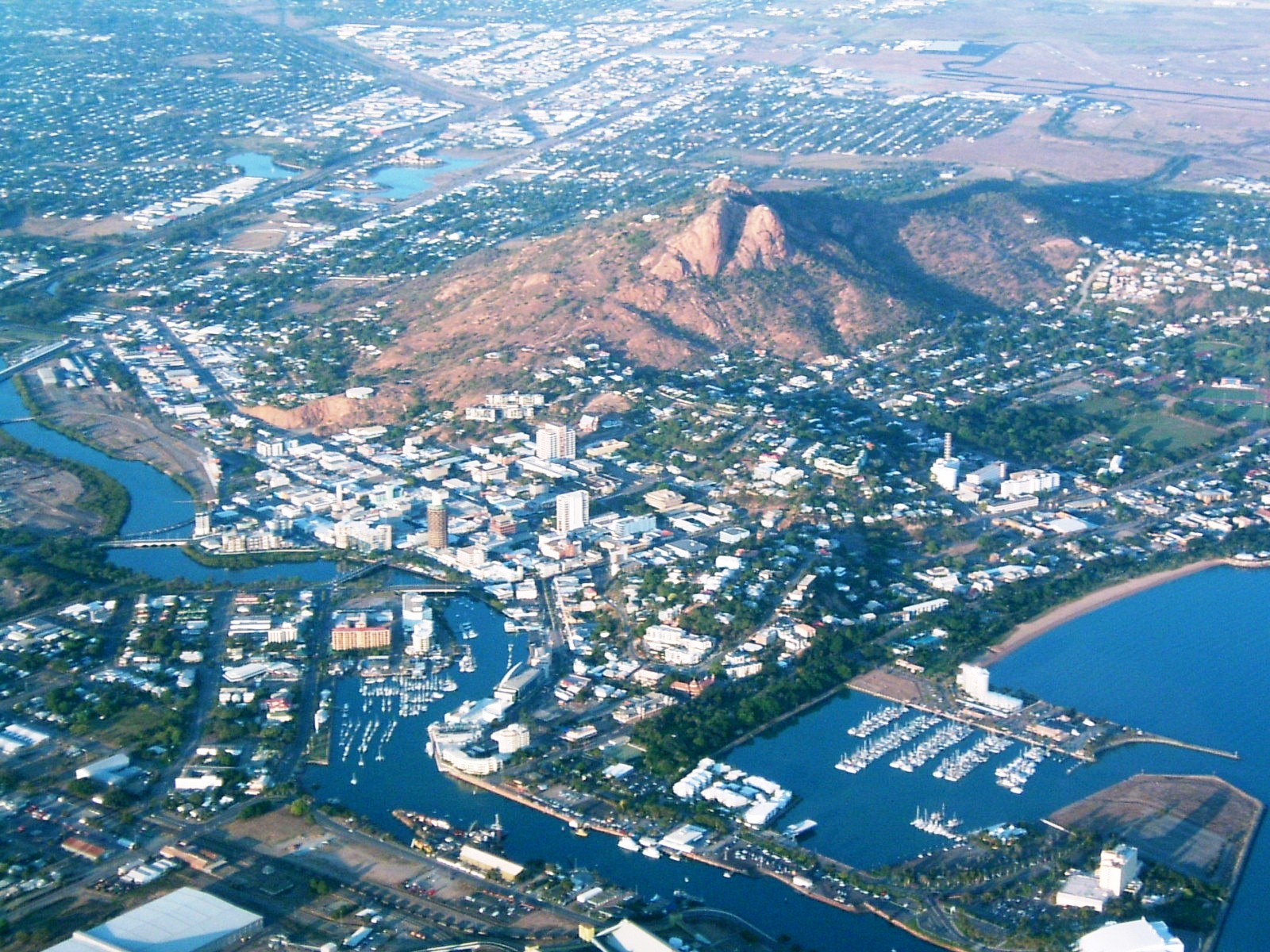
Vue aérienne de la ville.

Townsville est un important nœud de communications :
- La Bruce Highway (la route côtière principale) traverse la ville, et la route principale occidentale vers le Mont Isa et le Territoire du Nord, la Flinders Highway, croise la Bruce Highway juste au sud de Townsville.
- De même, le Great Northern Railway (Grand chemin de fer  du Nord) passe par la ville, et les voies ferrées ouest se croisent au sud de la ville.
- Townsville a un important port à l'embouchure de la rivière Ross. Les principales marchandises transitant par le port sont :
  - les minerais et les métaux produits dans les fonderies de la région.
  - le sucre avec trois entrepôts de stockage, dont le plus récent est le plus grand entrepôt de stockage couvert d'Australie.

La rivière Ross passe par Townsville, mais est navigable seulement par de petites embarcations.
- L'aéroport International de Townsville à Garbutt a été agrandi par les forces américaines pendant la Seconde Guerre mondiale et a été reconstruit plusieurs fois.

## Climat
Townsville a un climat tropical de savane (Köppen: Aw), avec une saison des pluies très marquée de décembre a mars et une saison sèche de mai a octobre. Les étés sont étouffants, et à cause du systeme ENSO, il y a beaucoup de variation des précipitation. Pendant que 1095.3 millimètres de pluie tombent en moyenne, les extrêmes ont varié de 217.9 millimètres en 1902 à 2956.2 millimètres en 1991. Les hivers sont agréablment chauds et secs en raison de l'orientation est-ouest du littoral.
Townsville, Australie
| Mois                                            | jan.  | fév.  | mars  | avril | mai   | juin | jui.  | août | sep. | oct.  | nov. | déc.  | année   |
| ----------------------------------------------- | ----- | ----- | ----- | ----- | ----- | ---- | ----- | ---- | ---- | ----- | ---- | ----- | ------- |
| Température minimale moyenne (°C)               | 24,7  | 24,7  | 23,5  | 21,1  | 18    | 15,3 | 14    | 14,8 | 17,9 | 21,1  | 23,1 | 24,5  | 20,2    |
| Température moyenne (°C)                        | 28,3  | 28,2  | 27,4  | 25,7  | 23,1  | 20,8 | 19,9  | 20,7 | 23,2 | 25,5  | 27,1 | 28,2  | 24,8    |
| Température maximale moyenne (°C)               | 31,9  | 31,7  | 31,3  | 30,2  | 28,2  | 26,2 | 25,7  | 26,5 | 28,4 | 29,8  | 31,1 | 31,9  | 29,4    |
| Record de froid (°C)                            | 18,7  | 17,9  | 16,7  | 10,9  | 6,2   | 4,4  | 3,5   | 1,1  | 7,7  | 8,2   | 14,1 | 17,9  | 1,1     |
| Record de chaleur (°C)                          | 44,3  | 42,7  | 37,6  | 35,8  | 32,2  | 32,2 | 31,6  | 33,3 | 36,5 | 37,1  | 41,7 | 42,1  | 44,3    |
| Ensoleillement (h)                              | 254,2 | 211,9 | 244,9 | 243   | 244,9 | 231  | 263,5 | 279  | 291  | 306,9 | 291  | 288,3 | 3 150,5 |
| Précipitations (mm)                             | 252,6 | 338,1 | 156,7 | 54,3  | 26,3  | 17,1 | 13,9  | 20,3 | 9,9  | 24,3  | 60,6 | 122,2 | 1 096,3 |
| dont nombre de jours avec précipitations ≥ 1 mm | 11,3  | 12,2  | 7,9   | 4,3   | 2,8   | 2,6  | 1,7   | 1,3  | 1,4  | 2,7   | 5,1  | 7,2   | 60,5    |
| Humidité relative (%)                           | 64    | 68    | 60    | 58    | 55    | 52   | 50    | 51   | 53   | 55    | 58   | 60    | 57      |

## Centres

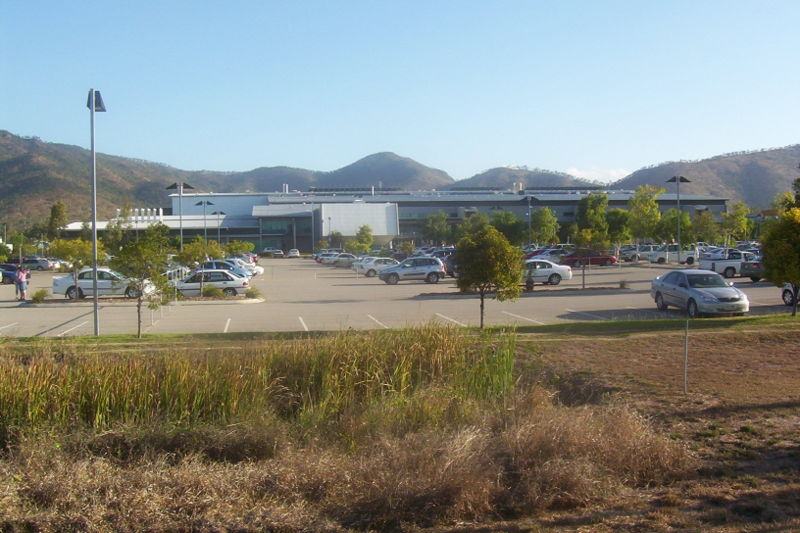
Hôpital de Townsville.

Townsville a plusieurs grands centres publics en raison de sa situation géographique et de sa population :
- l'Université James-Cook, la seule université du nord du Queensland,
- le laboratoire CSIRO,
- le quartier général de l'Institut australien de Science Maritime,
- la base militaire de Lavarack
- la base de l'armée de l'air de « Garbutt ».

Les personnels de l'Éducation et de la Défense injectent une quantité considérable d'argent dans l'économie locale.

## Lieux touristiques

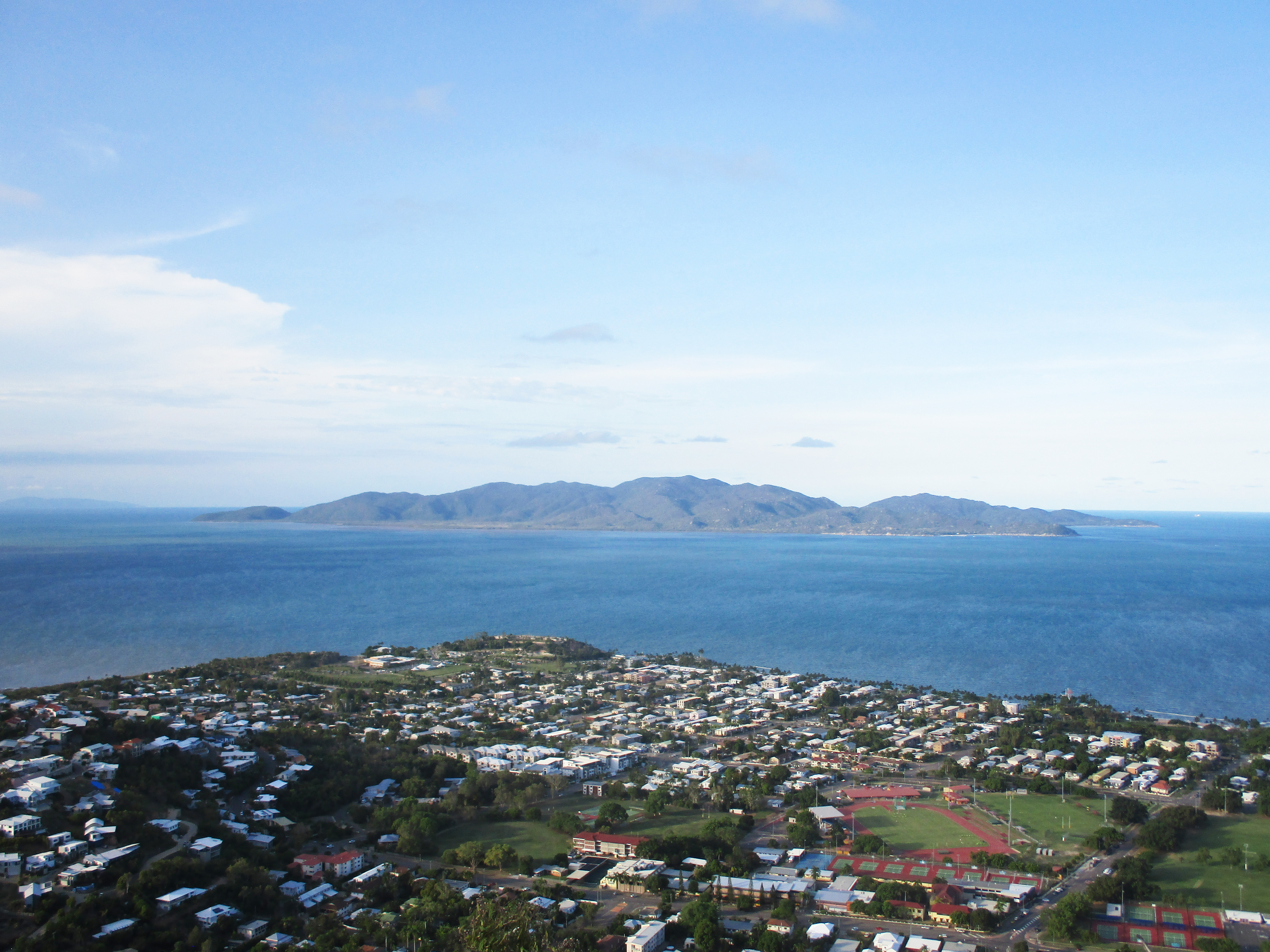
Magnetic Island.

Parmi les attractions de la ville, on trouve :
- The Strand, une longue bande bien entretenue de plages et de jardins,
- Reef HQ, un grand  aquarium tropical comportant de nombreuses espèces de la faune et flore de la grande barrière de corail,
- le Museum of Tropical Queensland (Musée du Queensland Tropical), construit autour d'une exposition de reliques du vaisseau de guerre Britannique HMS Pandora,
- Magnetic Island, une grande île avoisinante, recouverte en grande partie par un parc national.

Le front de mer historique sur Ross Creek, menant à l'intérieur de la baie de Cleveland, a quelques belles constructions anciennes mélangées à un habitat moderne, le tout dominé par la colline (300 m) de granit rouge « Castle Hill ». À son sommet se trouve un observatoire donnant une vue panoramique sur la ville et sa banlieue, y compris la baie de Cleveland et « Magnetic Island ».

## Démographie
Au fil du temps, Townsville s'est étendue vers l'ouest, s'éloignant de la côte vers l'ancienne zone rurale de Thuringowa. Au dernier recensement, Thuringowa était la ville d'Australie possédant la plus forte croissance. Toutefois, des événements récents dans les quartiers déshérités de Townsville changent à nouveau l'avenir démographique.
Les nouvelles banlieues et la démographie en évolution des « Twin Cities » ont suscité des débats parmi les habitants pour décider si le centre-ville resterait directement sur la côte ou serait déplacé vers l'intérieur du continent. La rivalité entre les deux villes et la présence de grands centres sur la côte alimentent le débat.

## Politique
En octobre 2000, un accord de paix pour les Îles Salomon a été négocié à Townsville.

## Galerie

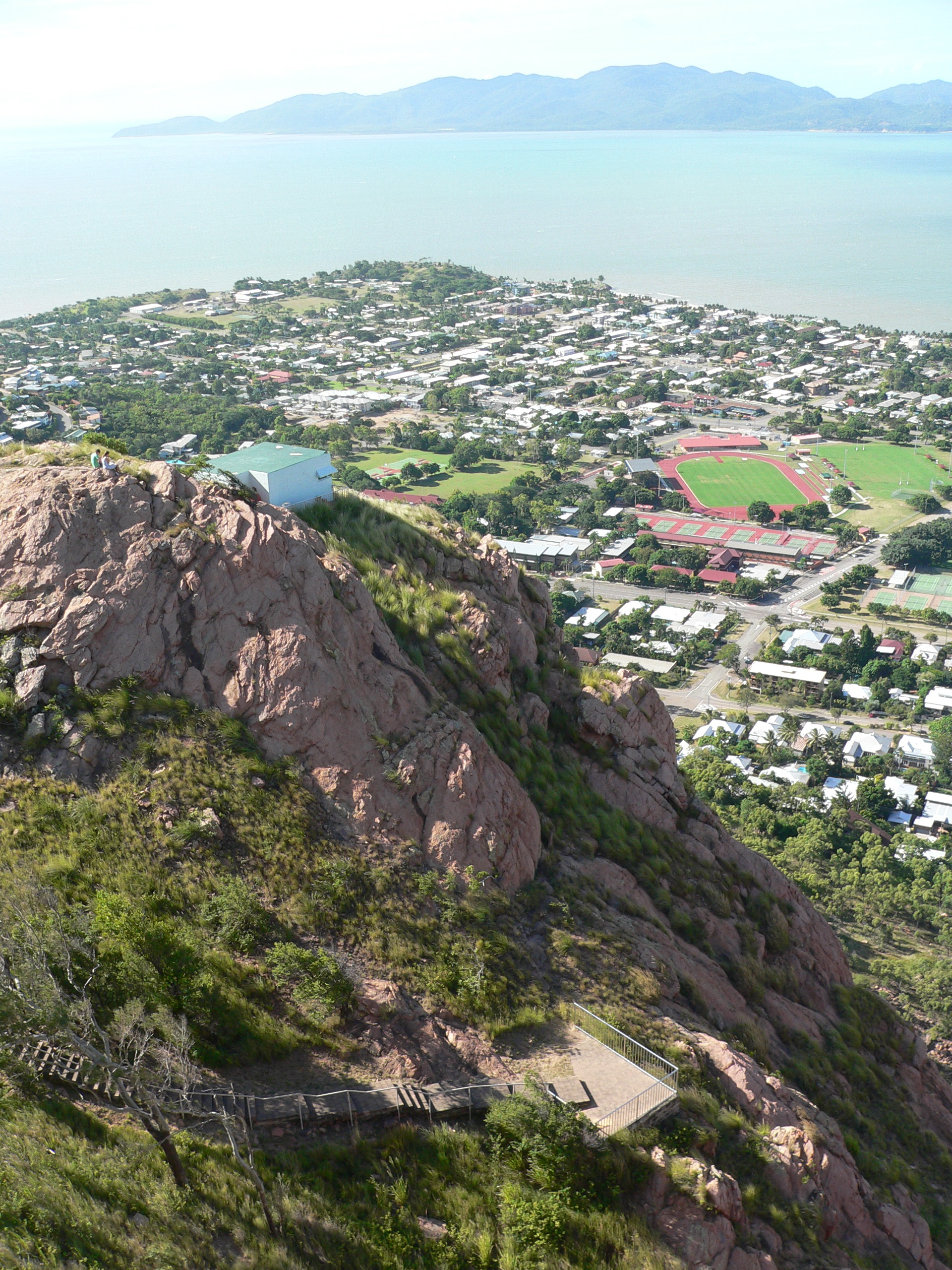
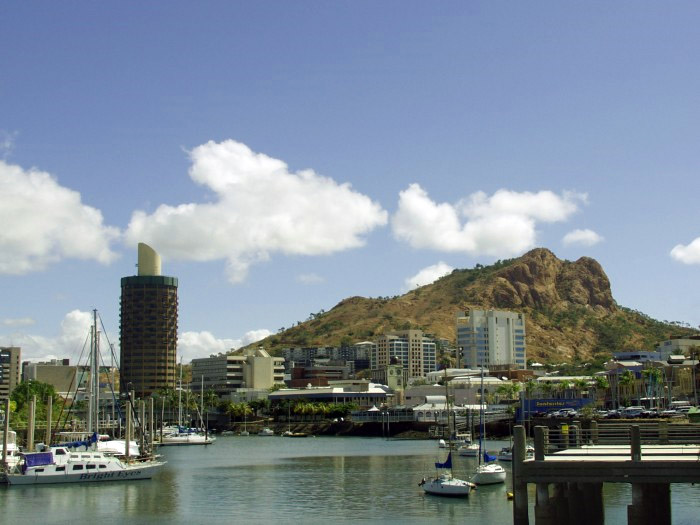
Le port de Townsville et « Castle Hill » au fond.
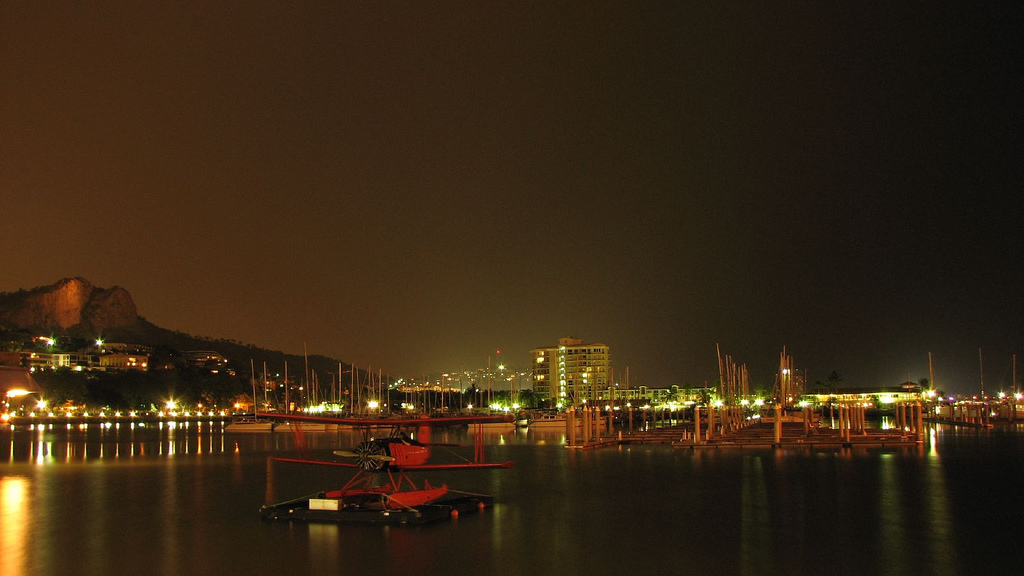
Townsville la nuit.

## Jumelages
| Papouasie-Nouvelle-Guinée     | Port Moresby, Papouasie-Nouvelle-Guinée depuis 1983 |
| Japon                         | Shunan, Japon depuis 1990                           |
| Japon                         | Iwaki City, Japon depuis Août, 1991                 |
| République populaire de Chine | Changshu, République populaire de Chine depuis 1995 |
| Corée du Sud                  | Suwon, Corée du Sud depuis 1996                     |